# 河间之战
河间之战，隋炀帝大业十三年（617年），窦建德与隋军在河间的一次战斗。
617年七月，隋炀帝为解瓦岗军急攻东都之围，命左御卫大将军涿郡留守薛世雄率领三万幽、蓟兵南下，会同王世充等驰援洛阳，王世充等隋将都受薛世雄节度。薛世雄部队进占七里并（今河北省河间市南），准备进攻刚在乐寿称王的窦建德。当时，窦建德军在乐寿周边各县分散收麦。窦建德本人在武强（今河北省武强县西南）征粮，听说薛世雄前来，于是撤出，扬言还回豆子䴚，来麻痹敌人。薛世雄以为义军怕自己，放松了警惕和戒备，窦建德距薛世雄营一百四十里，窦建德率敢死队二百八十人先行，命令后续部队跟进于后，星夜来袭薛世雄。翌日凌晨，窦建德进抵薛营前，正好大雾迷漫，咫尺莫辨。突然发起冲击，薛世雄士卒大乱，纷纷离帐逃命，自相践踏，不可收拾。薛世雄率亲兵数十骑退归涿郡，惭愧发病，未几而卒。窦建德进攻河间城，围困城池一年多，隋河间郡丞王琮听说隋炀帝被杀，派使者请降。窦建德取得河间大捷以后，势力在河北越来越壮大。